# 북진론

1) 북사할린과 연해주
2) 몽골과 바이칼 방면
3) 이르쿠츠크 방면
4) 중앙시베리아 방면

북진론(일본어: 北進論 호쿠신론[*])은 메이지 유신 이후 일본의 대외팽창 노선에서 “북방 지역으로의 진출”을 주장한 노선이다. 반대 노선은 남진론이다.
북진론은 막말의 개명파 다이묘 나베시마 나오마사가 러시아의 남하를 경계하고 이를 위해 수도를 아키타에 두어야 한다고 주장한 데 기원을 둔다. 메이지 시대 초기에 북진론은 청일전쟁에서 한반도와 요동반도를 제압한 후 발해만 연안에 상륙, 북경을 직접 침공하는 것을 의미했다.
청일전쟁, 러일전쟁에서 일본이 승리하자 동아동문회나 대러동지회를 통해 북진론이 정책화되어간다. 또 재야에서는 블라디보스토크에서 낭인 단체를 인솔하던 우치다 료헤이 등이 북진론을 주장했다.
만주사변 이후 만주국 이북 소련을 침공해야 한다는 논의가 이루어지고, 이것이 일본 육군, 특히 관동군의 사상적 이념으로 자리잡았다. 그 결과 1938년 장고봉 사건, 1939년 노몬한 사건 같은 대형 군사분쟁이 일어났다(소일 국경분쟁).

## 같이 보기
- 추축국의 아시아 분단 협상
- 범아시아주의